# Carnevale di Venezia
Il Carnevale di Venezia è una festa italiana molto importante che si svolge con cadenza annuale nel capoluogo veneto. Si tratta di uno dei più conosciuti e apprezzati carnevali del mondo.

## Il carnevale
Le sue origini sono antichissime: la prima testimonianza risale ad un documento del Doge Vitale Falier del 1094, dove si parla di divertimenti pubblici e nel quale il vocabolo Carnevale viene citato per la prima volta.
L'istituzione del Carnevale da parte delle oligarchie veneziane è generalmente attribuita alla necessità della Serenissima, al pari di quanto già avveniva nell'antica Roma (vedi panem et circenses), di concedere alla popolazione, soprattutto ai ceti sociali più umili, un periodo dedicato interamente al divertimento e ai festeggiamenti, durante il quale i veneziani e i forestieri si riversavano in tutta la città a far festa con musiche e balli sfrenati.
Attraverso l'anonimato che garantivano maschere e costumi, si otteneva una sorta di livellamento di tutte le divisioni sociali ed era autorizzata persino la pubblica derisione delle autorità e dell'aristocrazia. Tali concessioni erano largamente tollerate e considerate un provvidenziale sfogo alle tensioni e ai malumori che si creavano inevitabilmente all'interno della Repubblica di Venezia, che poneva rigidi limiti ai suoi cittadini su questioni come la morale comune e l'ordine pubblico.

## Il Carnevale antico
Il primo documento ufficiale che dichiara il Carnevale di Venezia una festa pubblica è un editto del 1296, quando il Senato della Repubblica dichiarò festivo il giorno precedente la Quaresima.
In quest'epoca, e per molti secoli che si succedettero, il Carnevale durava sei settimane, dal 26 dicembre al Mercoledì delle Ceneri, anche se i festeggiamenti talvolta venivano fatti cominciare già i primi giorni di ottobre.

### Le maschere ed i costumi

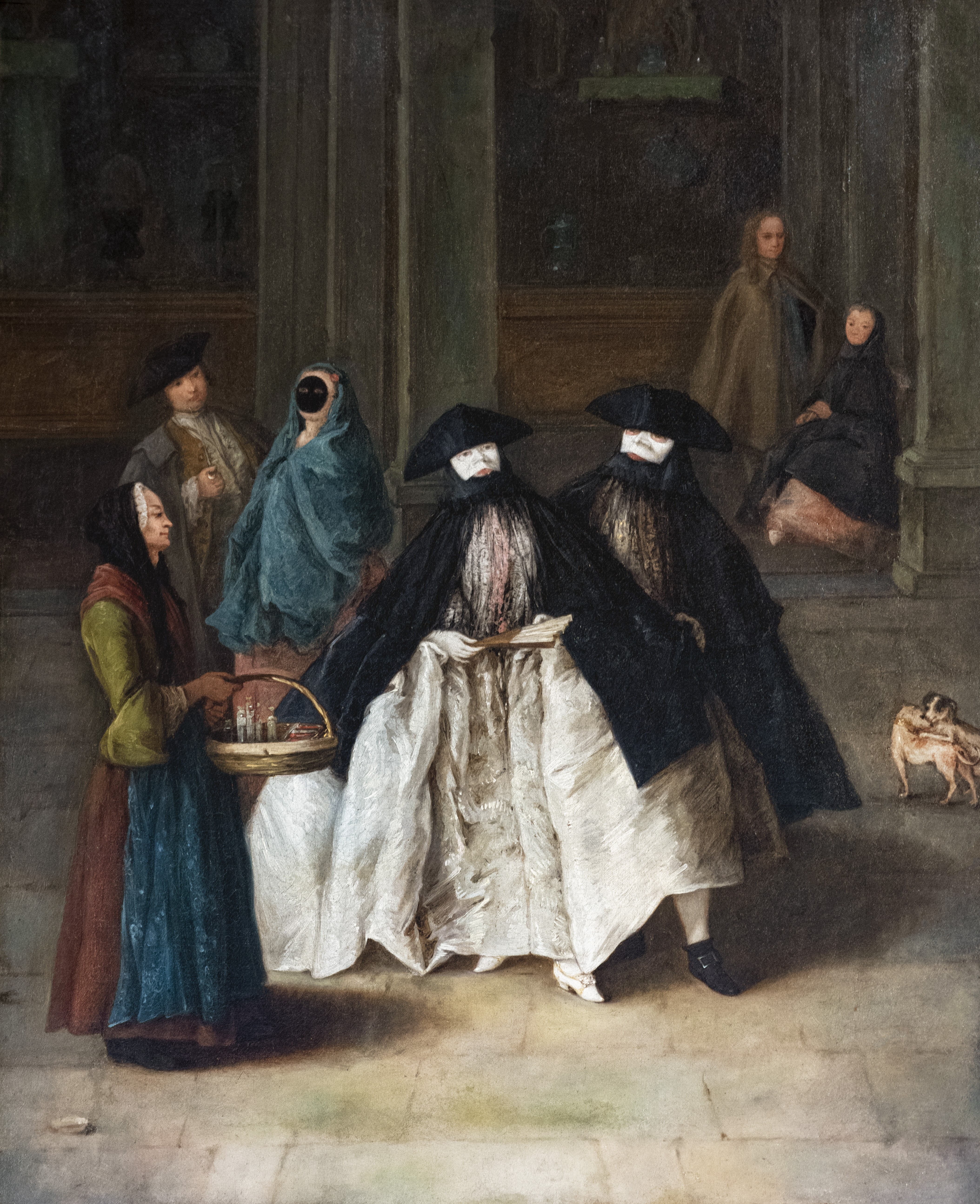
La venditrice di essenze, Pietro Longhi, ca 1756, Ca' Rezzonico (con raffigurazione di una moretta e due baute)

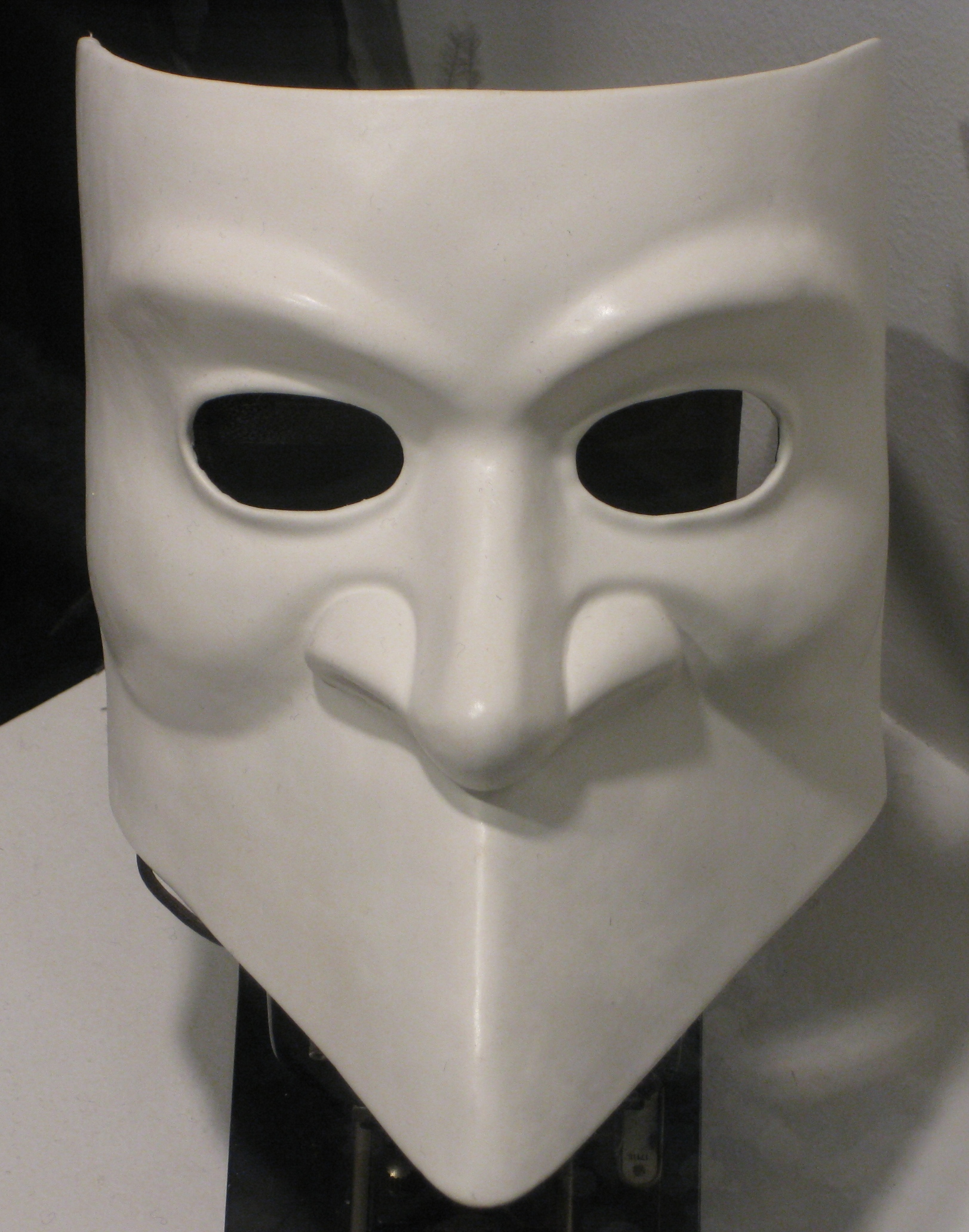
La Larva, maschera del costume Baùta

I cittadini che indossano maschere e costumi possono celare totalmente la propria identità e annullano in questo modo ogni forma di appartenenza personale a classi sociali, sesso, religione. Ognuno può stabilire atteggiamenti e comportamenti in base ai nuovi costumi ed alle mutate sembianze. Per questo motivo il saluto che risuonava di continuo nell'atto di incrociare un nuovo "personaggio" era semplicemente Buongiorno signora maschera!
La partecipazione gioiosa e in incognito a questo rito di travestimento collettivo era, ed è tuttora, l'essenza stessa del Carnevale. Un periodo spensierato di liberazione dalle proprie abitudini quotidiane e da tutti i pregiudizi e maldicenze, anche nei propri confronti. Si faceva tutti parte di un grande palcoscenico mascherato, in cui attori e spettatori si fondevano in un unico ed immenso corteo di figure e colori.
Con l'usanza sempre più diffusa dei travestimenti per il Carnevale, a Venezia nacque dal nulla e si sviluppò gradualmente un vero e proprio commercio di maschere e costumi. A partire dal 1271, vi sono notizie di produzione di maschere, scuole e tecniche per la loro realizzazione. Cominciarono ad essere prodotti gli strumenti per la lavorazione specifica dei materiali quali argilla, cartapesta, gesso e garza. Dopo la fase di fabbricazione dei modelli, si terminava l'opera colorandola e arricchendola di particolari come disegni, ricami, perline, piumaggi.
I cosiddetti mascareri, che divennero veri e propri artigiani realizzando maschere di fogge e fatture sempre più ricche e sofisticate, vennero riconosciuti ufficialmente come mestiere con uno statuto del 10 aprile 1436, conservato nell'Archivio di Stato di Venezia.
Uno dei travestimenti più comuni nel Carnevale antico, soprattutto a partire dal XVIII secolo, rimasto in voga ed indossato anche nel Carnevale moderno, è sicuramente la Baùta. Questa figura, prettamente veneziana ed indossata sia dagli uomini che dalle donne, è costituita da una particolare maschera bianca denominata larva sotto un tricorno nero e completata da un avvolgente mantello scuro, il tabarro. La baùta era utilizzata diffusamente durante il periodo del Carnevale, ma anche a teatro, in altre feste, negli incontri galanti ed ogni qualvolta si desiderasse la libertà di corteggiare o di essere corteggiati, garantendosi reciprocamente il totale anonimato. A questo scopo la particolare forma della maschera sul volto assicurava la possibilità di bere e mangiare senza doverla togliere.
Un altro costume tipico di quei tempi era la Gnaga, semplice travestimento da donna per gli uomini, facile da realizzare e d'uso piuttosto comune. Era costituito da indumenti femminili di uso comune e da una maschera con le sembianze da gatta, accompagnati da una cesta al braccio che solitamente conteneva un gattino. Il personaggio si atteggiava da donnina popolana, emettendo suoni striduli e miagolii beffardi. Interpretava talvolta le vesti di balia, accompagnata da altri uomini a loro volta vestiti da bambini.
Molte donne invece, indossavano un travestimento chiamato Moretta, costituito da una piccola maschera di velluto scuro, indossata con un delicato cappellino e con degli indumenti e delle velature raffinate. La Moretta era un travestimento muto, poiché la maschera doveva reggersi sul volto tenendo in bocca un bottone interno (e per questo motivo chiamata anche servetta muta).
Durante il Carnevale le attività dei veneziani passavano in secondo piano, ed essi concedevano molto del loro tempo a festeggiamenti, burle, divertimenti e spettacoli che venivano allestiti in tutta la città, soprattutto in Piazza San Marco, lungo la Riva degli Schiavoni e in tutti i maggiori campi di Venezia.
Vi erano attrazioni di ogni genere: giocolieri, acrobati, musicisti, danzatori, spettacoli con animali e varie altre esibizioni, che intrattenevano un variopinto pubblico di ogni età e classe sociale, con i costumi più fantasiosi e disparati. I venditori ambulanti vendevano ogni genere di mercanzia, dalla frutta di stagione ai ricchi tessuti, dalle spezie ai cibi provenienti da paesi lontani.
Oltre alle grandi manifestazioni nei luoghi aperti, si diffusero ben presto piccole rappresentazioni e spettacoli di ogni genere (anche molto trasgressivi) presso le case private, nei teatri e nei caffè della città. Nelle dimore dei sontuosi palazzi veneziani si iniziarono ad ospitare grandiose e lunghissime feste con sfarzosi balli in maschera.
È comunque nel XVIII secolo che il Carnevale di Venezia raggiunge il suo massimo splendore e riconoscimento internazionale, diventando celeberrimo e prestigioso in tutta l'Europa del tempo, costituendo un'attrazione turistica ed una mèta ambita da migliaia di visitatori festanti.
Sono di quest'epoca le famigerate avventure che videro protagonista, a Venezia, uno dei più celebri personaggi del tempo: Giacomo Casanova. Scrittore veneziano molto prolifico, fu tuttavia maggiormente conosciuto come uno dei massimi esponenti dell'aspetto libertino della Venezia di quel tempo. Citato ancora oggi per la sua nomea di seduttore, creò il suo personaggio quasi mitico grazie alle partecipazioni a feste tra le più lussuriose, agli episodi amorosi più piccanti e alle incredibili traversie alle quali andò incontro nella sua vita sregolata, che portarono avventure, scandalo e vivacità ovunque si recasse.

### La Festa delle Marie
Questa antichissima festa veneziana, la cui origine è controversa e della quale si hanno notizie solo a partire dal 1039, venne introdotta presumibilmente intorno all'anno 943 e continuata poi all'interno del periodo carnevalesco, quando esso venne istituito.
Nel giorno della purificazione di Maria, il 2 febbraio, a Venezia era usanza celebrare il giorno della benedizione delle spose, durante il quale venivano benedetti collettivamente, presso la Basilica di San Pietro di Castello, i matrimoni di dodici fanciulle, scelte tra le più povere e belle della città.
Per contribuire alla costituzione della dote di queste spose, le famiglie patrizie di Venezia erano coinvolte con delle donazioni ed era consuetudine del Doge concedere in prestito alle fanciulle gli splendidi gioielli e gli ori provenienti dal tesoro della città. A seguito del sontuoso matrimonio svolto alla presenza del Doge e della nobiltà veneziana, le spose venivano accompagnate in corteo verso Piazza San Marco. Giunte presso il Palazzo Ducale, le fanciulle ricevevano gli omaggi dal Doge che le invitava con onore ad un ricco ricevimento a palazzo.
Successivamente il corteo si imbarcava sul Bucintoro che, scortato da piccole e numerose imbarcazioni di concittadini festanti, percorreva il Canal Grande verso Rialto, raggiungendo in seguito la Chiesa di Santa Maria Formosa, dove si svolgevano altre solenni celebrazioni.
Sembra che nel 943, al tempo del dogado di Pietro III Candiano, durante le celebrazioni del matrimonio e tra lo stupore generale, irruppero in chiesa dei pirati istriani che rapirono le spose con tutti i gioielli della dote, custoditi da ciascuna di loro in graziose cassette decorate, chiamate arcelle.
Dopo l'iniziale incredulità e la confusione generata dal brutale episodio, dei veneziani valorosi si posero all'inseguimento dei pirati, salpando delle imbarcazioni ed organizzando una spedizione, con alla testa il Doge stesso. Riuscirono a raggiungere i pirati presso Caorle, dove li attaccarono ed uccisero tutti, liberando le dodici fanciulle e i loro preziosi ori. Il Doge, affinché non vi fosse per nessuno la possibilità di commemorare questi spregevoli individui, dispose che i cadaveri non ricevessero sepoltura e che fossero tutti gettati in mare. Stabilì inoltre che il luogo dove era avvenuto questo cruento episodio si chiamasse Porto delle Donzelle, nome che a tutt'oggi permane.
In onore di questa vittoria sui pirati si decise quindi di istituire la Festa delle Marie, da tenersi annualmente per celebrare l'evento.
Iniziava con la selezione di dodici tra le più belle ragazze di Venezia, scelte in numero di due per ogni sestiere e ribattezzate per l'occasione Marie (forse perché il maggior numero delle ragazze rapite aveva questo nome, oppure dal nome della festa della purificazione di Maria). Venivano poi invitate le famiglie patrizie ad impegnarsi nel fornire alle fanciulle le vesti, gli addobbi e i gioielli per renderle ancor più principesche.
Il corteo delle Marie, sfilando in una processione di barche che attraversava i rii della città, assistevano a funzioni religiose nelle principali chiese di Venezia, partecipando a balli, musiche e rinfreschi organizzati dai cittadini. La possibilità di avvicinarsi alle Marie era considerata di buon auspicio, oltre che un'occasione per veneziani e stranieri di vedere da vicino delle donne meravigliose, con indosso addobbi rari e pregiatissimi.
La ricorrenza arrivò a durare fino a nove giorni e, nel 1272, il numero delle Marie venne ridotto prima a quattro e poi a tre, soprattutto per moderare gli enormi costi a carico dello Stato e delle famiglie patrizie. Subì nel tempo altri cambiamenti ed evoluzioni, finché una modifica inattesa giunse a comprometterne lo spirito e l'essenza principale: per evitare che la festa fosse troppo caratterizzata dal desiderio di vedere le bellezze femminili (piuttosto che di seguire la tradizione religiosa), le autorità decisero di sostituire le Marie con delle loro sagome in legno. Questa variazione portò inevitabilmente alle proteste dei cittadini, che iniziarono ben presto a bersagliare le figure con sassi ed ortaggi, tanto che nel 1349 venne varata una legge che vietava il lancio di oggetti verso di esse. L'espressione di Maria de tola (Maria di tavola), coniata per l'occasione, è utilizzata ancora oggi a Venezia per indicare con irrisione il tipo di donna fredda e senza seno.
Negli anni a seguire la Festa delle Marie cadde lentamente in disuso e venne soppressa nel 1379, epoca in cui Venezia era coinvolta nella guerra di Chioggia. Come cerimonia ufficiale, rimase solo l'annuale visita del Doge alla chiesa di Santa Maria Formosa.
Venne ripresa ufficialmente circa seicento anni dopo, nel 1999, anche se realizzata in forma ridotta ed apportando alcune varianti.

### Il Volo dell'Angelo

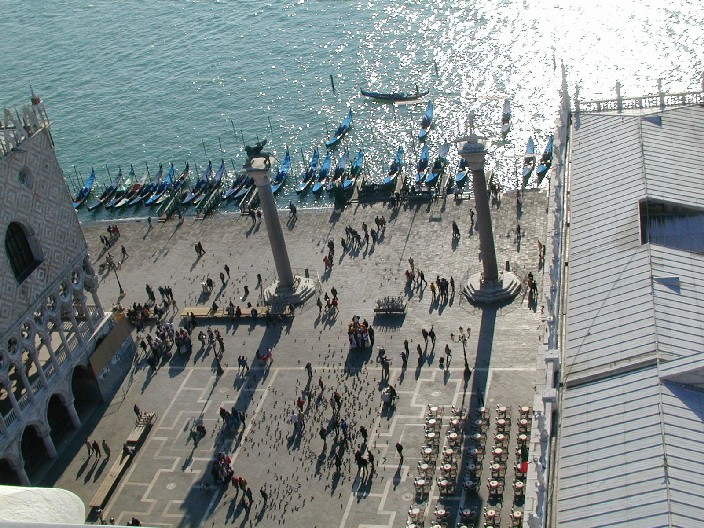
La Piazzetta vista dal Campanile

In un'edizione del Carnevale verso la metà del Cinquecento, tra le varie manifestazioni e spettacoli organizzati in città, fu realizzato un evento straordinario che fece molto scalpore: un giovane acrobata turco riuscì, con il solo ausilio di un bilanciere, ad arrivare alla cella campanaria del campanile di San Marco camminando, nel frastuono della folla sottostante in delirio, sopra una lunghissima corda che partiva da una barca ancorata sul molo della Piazzetta. Nella discesa, invece, raggiunse la balconata del Palazzo Ducale, porgendo gli omaggi al Doge.
Dopo il successo di questa spettacolare impresa, subito denominata Svolo del turco, l'evento, che solitamente si svolgeva il Giovedì Grasso, fu richiesto e programmato come cerimonia ufficiale anche per le successive edizioni, con tecniche simili e con forme che con gli anni subirono numerose varianti.
Per molti anni lo spettacolo, mantenendo lo stesso nome, vide esibirsi solo funamboli di professione, finché non si cimentarono nell'impresa anche giovani veneziani, dando prova di abilità e coraggio con varie spericolatezze e variazioni sul tema.
Quando queste variazioni portarono a prevedere, per lunghi anni di seguito, un uomo dotato di ali ed appeso con degli anelli alla corda, issato e fatto scendere a gran velocità lungo la fune, si coniò il nuovo termine di Volo dell'Angelo.
Il prescelto, al termine della discesa nel loggione di Palazzo Ducale, riceveva sempre dalle mani del Doge dei doni o delle somme in denaro. Vi furono alcune edizioni che videro gli acrobati utilizzare per i loro spettacoli degli animali, barche e varie altre figure, oltre a rendere l'impresa sempre più difficile con ardite evoluzioni e anche svoli collettivi.
Nel 1759, l'esibizione finì in tragedia: ad un certo punto, l'acrobata si schiantò al suolo tra la folla inorridita. Probabilmente a causa di questo grave incidente, l'evento, svolto con queste modalità, fu vietato. Da questo momento il programma si svolse sostituendo l'acrobata con una grande colomba di legno che nel suo tragitto, partendo sempre dal campanile, liberava sulla folla fiori e coriandoli. Dalla prima di queste edizioni, il nome di Volo dell'Angelo divenne quindi Volo della Colombina.
Tale evento, come la maggior parte delle altre ricorrenze e spettacoli, con la fine della storia millenaria della Serenissima si interruppe per un lungo periodo.

### Le maschere della Commedia dell'Arte
(Carlo Goldoni)
Il Carnevale diede impulso ad un numero crescente di spettacoli mascherati allestiti nei teatri privati della città. Gli eventi erano spesso allestiti e finanziati da famiglie nobili veneziane, le quali intravidero presto l'esigenza di affidare le rappresentazioni, sempre più elaborate, a grandi artisti e veri professionisti della recitazione.
Questi spettacoli in luoghi privati erano inizialmente riservati ad un ristretto pubblico di famiglie nobili. Verso la metà del Cinquecento, seguendo il grande sviluppo e la richiesta di questo genere artistico, a Venezia aprirono numerosi altri piccoli teatri, rivolti anche ad un pubblico popolare.
Verso l'inizio del Seicento, con l'incremento del numero e della qualità delle compagnie teatrali, formate ormai da artisti professionisti ed apprezzate anche fuori città, si svilupparono vere e proprie attività legate al mondo della commedia teatrale, delle arti sceniche e dell'artigianato dei costumi e delle maschere.
Emersero numerosi e talentuosi autori teatrali, diventando celebri rappresentando opere sempre più raffinate e complesse.
La definizione di commedia dell'arte nasce proprio a Venezia e risale al 1750, quando il drammaturgo e librettista Carlo Goldoni lo introduce all'interno della sua commedia Il teatro comico.

### Gli eccessi e le limitazioni

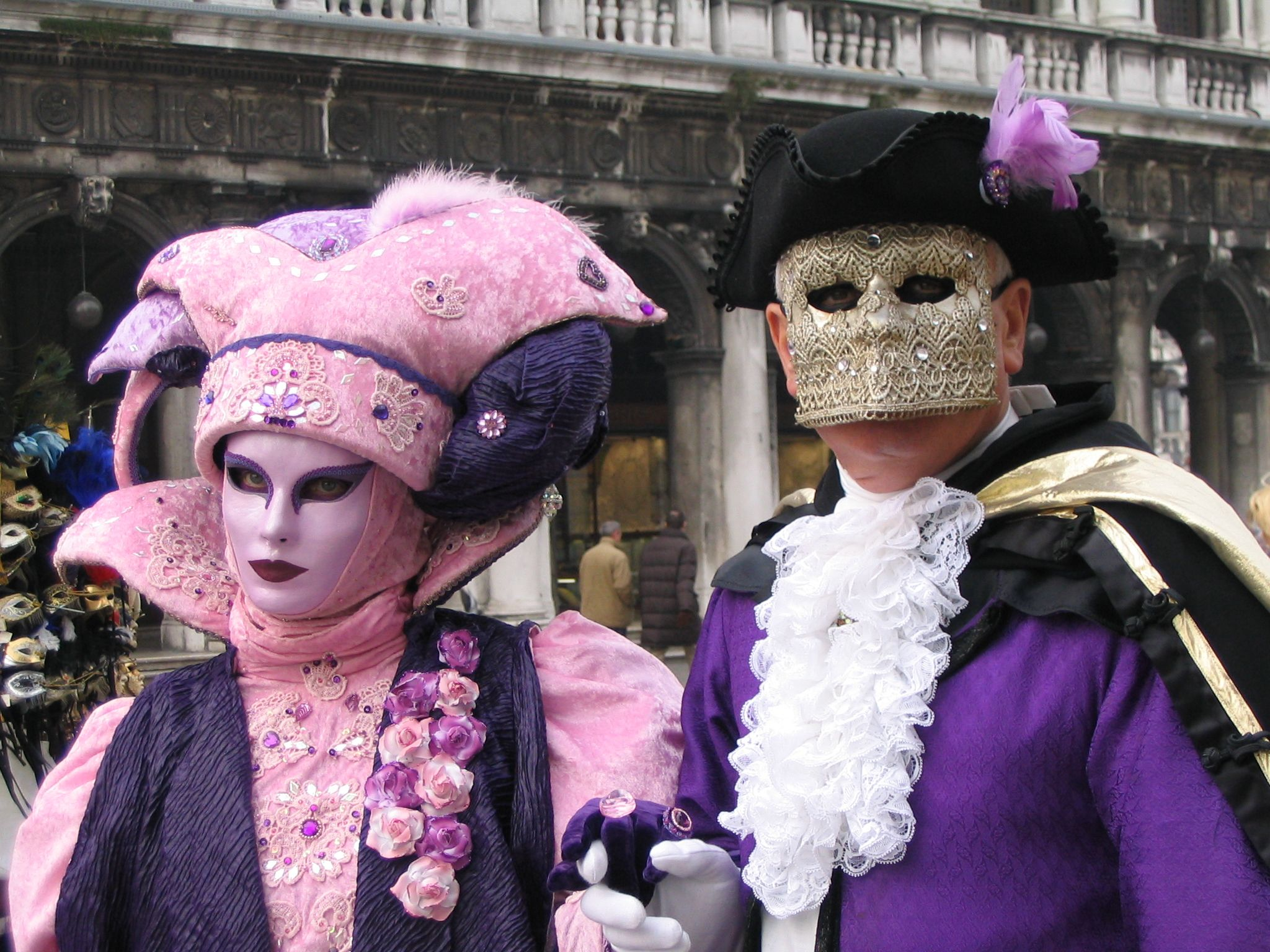
Maschere al Carnevale di Venezia

Il Carnevale diede la possibilità, a tutti, di celare completamente la propria identità sotto un costume e ciò portò inevitabilmente a qualche eccesso. Sfruttando i travestimenti, qualche malintenzionato ne approfittò per escogitare e compiere una serie di malefatte, più o meno gravi.
Per questo motivo le autorità dovettero introdurre a più riprese e per decreto delle limitazioni, dei divieti e delle pesantissime sanzioni contro l'abuso e l'utilizzo fraudolento o non ortodosso dei travestimenti.
In effetti, soprattutto durante le ore notturne, indossando un travestimento e con la complicità del buio, era più facile commettere reati di varia natura, come scippi, ruberie e molestie, senza la minima possibilità di essere riconosciuti.
Già a partire dal 22 febbraio 1339 si decreta quindi il divieto notturno di circolare in maschera per la città.
Un altro abuso che si rese piuttosto comune riguardava la possibilità degli uomini, travestiti da donne o con indosso abiti religiosi, di approfittare delle loro mentite spoglie per entrare nei luoghi sacri, nelle chiese e nei monasteri, per compiere atti indecenti e libertini anche con le religiose.
Con un apposito decreto del 24 gennaio 1458 si proibisce perciò l'ingresso in maschera nei luoghi sacri, al fine di evitare che fossero compiute multas inhonestates.
Un pericolo per la pubblica sicurezza poteva derivare dalla possibilità degli ampi mantelli come i tabarri, molto diffusi ed utilizzati in abbinamento a varie maschere, di poter nascondere facilmente armi e oggetti pericolosi, con l'intento di offendere.
Vi furono pertanto numerosi atti ufficiali che stabilirono e ribadirono di continuo il divieto assoluto di portare con sé qualunque oggetto di natura pericolosa per l'incolumità altrui.
Le pene per questi reati erano molto pesanti, sia pecuniarie, con sanzioni salate, che di reclusione, con la comminazione di diversi anni di galera.
La professione di prostituta fu da sempre contrastata e allo stesso tempo tollerata all'interno della Repubblica, talvolta addirittura incentivata e richiesta da molti veneziani e stranieri, ma considerata sempre fonte di perdizione e malcostume, nonché origine di pericolose malattie come la sifilide. Per questi motivi le meretrici dovevano sottostare a numerose limitazioni, rigidamente imposte. Anche le prostitute, però, potevano facilmente confondersi con le maschere ed esercitare la loro professione aggirando i limiti stabiliti.
Si arrivò quindi a regolamentare ulteriormente la materia e a stabilire il divieto della prostituzione in maschera, con pene piuttosto severe: oltre ad una multa salata, erano bandite per quattro anni dal territorio della Repubblica, dopo essere state sottoposte, lungo il tragitto da Piazza San Marco a Rialto, al supplizio delle frustate e messe alla berlina tra le due colonne della Piazzetta.
Con la diffusione delle case da gioco si registrarono episodi in cui alcuni giocatori d'azzardo, in maschera, sfruttavano l'anonimato per sfuggire ai creditori. Nel 1703 fu quindi totalmente proibito di recarsi in maschera presso questi luoghi.
Più tardi, nel 1776, venne invece proibito alle donne sposate di recarsi a teatro senza maschera, al fine di proteggerne l'onorabilità.
Dopo la caduta della Serenissima, avvenuta nel 1797, si arrivò infine alla proibizione definitiva dei mascheramenti, ad eccezione di quelli durante le feste private nei palazzi e del Ballo della Cavalchina al Teatro la Fenice. Come conseguenza, iniziò velocemente una fase di declino dello spirito che aveva animato per secoli questo storico Carnevale e le manifestazioni e feste si spensero gradualmente.

## Il Carnevale oggi

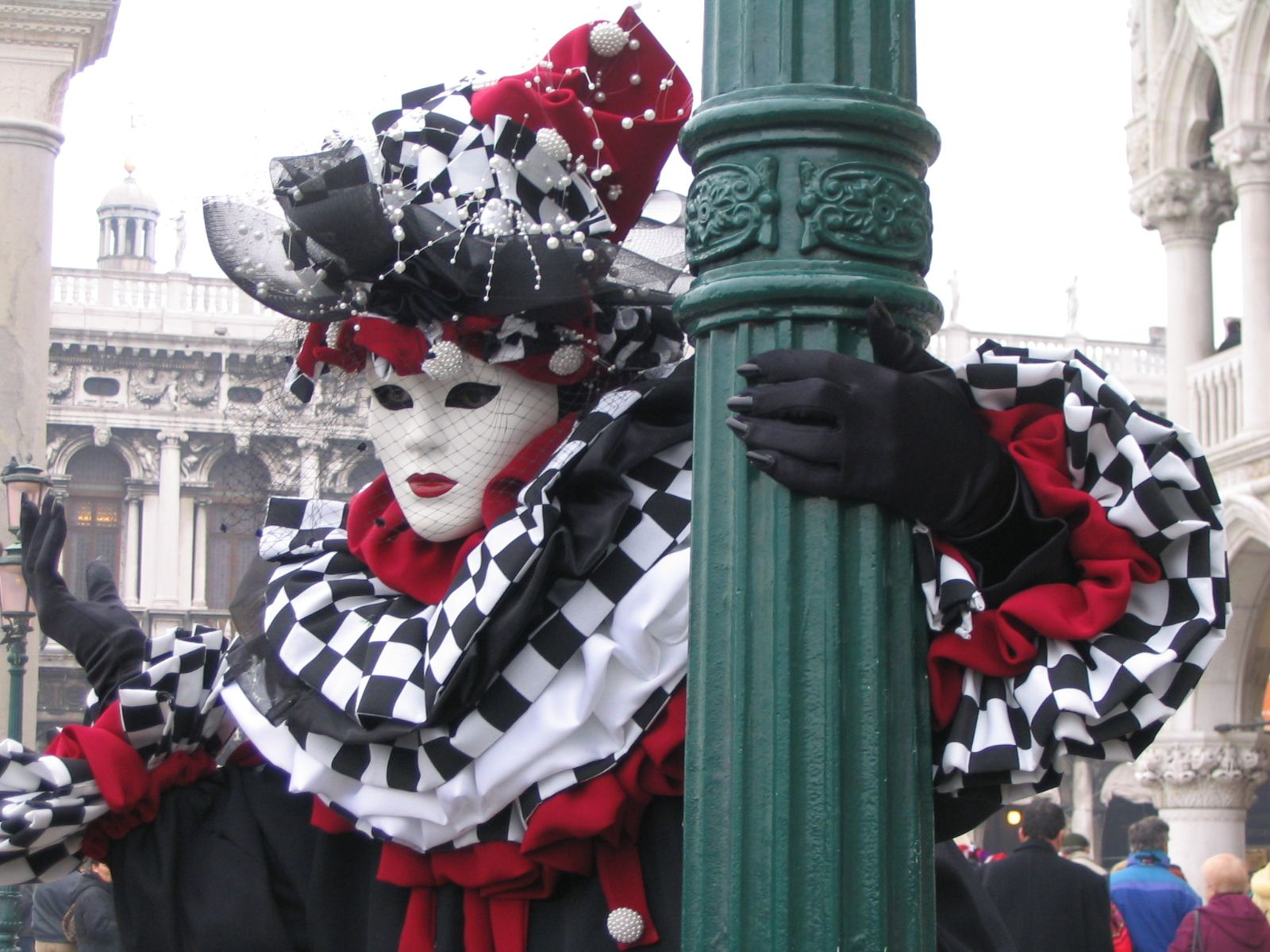
Maschera al Carnevale di Venezia

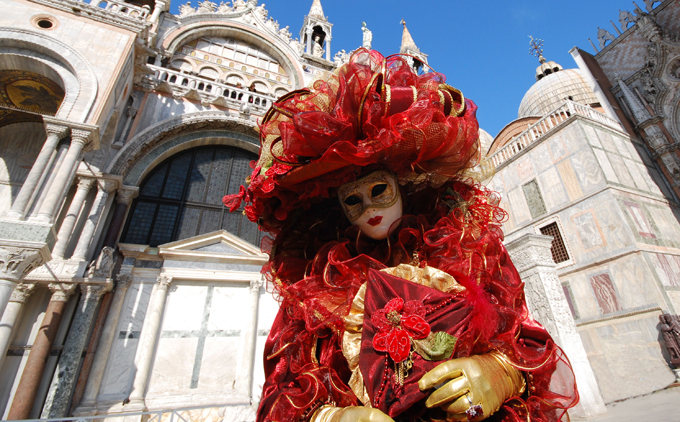
Venezia, maschera in Piazza San Marco.

Nel 1797 con la Caduta della Repubblica di Venezia e l'occupazione francese di Napoleone e con quella successiva austriaca, nel centro storico la lunghissima tradizione fu interrotta per timore di ribellioni e disordini da parte della popolazione.
Solamente nelle isole maggiori della Laguna di Venezia, come Burano e Murano, i festeggiamenti di Carnevale proseguirono il loro corso, anche se in tono minore, conservando un certo vigore ed allegria.
Solo nel 1979, quasi due secoli dopo, la secolare tradizione del Carnevale di Venezia risorse ufficialmente dalle sue ceneri, grazie all'iniziativa e all'impegno di alcune associazioni di cittadini e al contributo logistico ed economico del Comune di Venezia, del Teatro la Fenice, della Biennale di Venezia e degli enti turistici.
Nel giro di poche edizioni, grazie anche alla visibilità mediatica riservata all'evento e alla città, il Carnevale di Venezia è tornato a ricalcare con grande successo le orme dell'antica manifestazione, anche se con modalità ed atmosfere differenti.
Le singole edizioni annuali di questo nuovo Carnevale sono state spesso contraddistinte e dedicate ad un tema di fondo, al quale ispirarsi per le feste e gli eventi culturali di contorno. Alcune edizioni sono state anche caratterizzate da abbinamenti e gemellaggi con altre città italiane ed europee, fornendo in questo modo un ulteriore coinvolgimento dell'evento a livello internazionale.
L'attuale Carnevale di Venezia è diventato un grande e spettacolare evento turistico, che richiama migliaia di visitatori da tutto il mondo che si riversano in città per partecipare a questa festa considerata unica per storia, atmosfere e maschere.
I giorni tradizionalmente più importanti del Carnevale veneziano sono il Giovedì grasso e il Martedì grasso, anche se le maggiori affluenze si registrano sicuramente durante i fine settimana dell'evento.

### Le feste

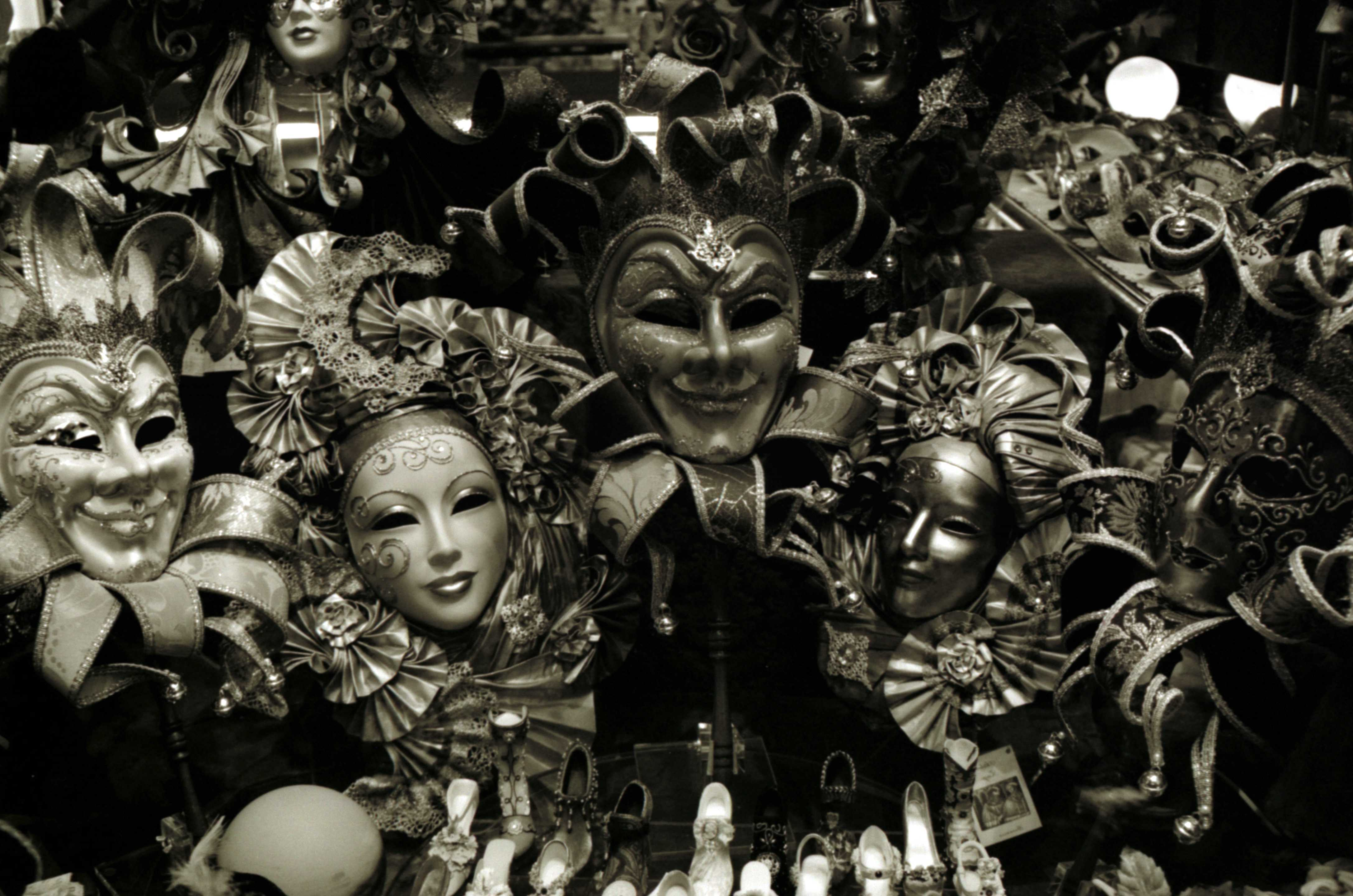
Negozio di maschere a Venezia

Con la prima edizione del Carnevale recente si istituisce contemporaneamente un programma di eventi ed un calendario dettagliato per la nuova grande manifestazione. Si stabilisce la data dell'inizio dei festeggiamenti ufficiali in coincidenza con il sabato precedente al Giovedì Grasso ed il termine con il Martedì Grasso, per una durata complessiva di soli undici giorni. A differenza del Carnevale di un tempo, che a lungo ebbe una durata ufficiale di ben sei settimane, quello moderno si svolge con un programma concentrato, ma ricco di singoli appuntamenti.
Come in passato, ancora oggi il Carnevale di Venezia rappresenta una grandiosa festa popolare per un vasto pubblico di tutte le età. Feste di piazza ed eventi di ogni tipo animano le giornate delle comitive di maschere e di turisti, che allegramente si disseminano per la città.
Oltre alle feste ufficiali di piazza tra campi e campielli, ancora oggi come in passato si organizzano svariate feste private e balli in maschera presso i grandi palazzi veneziani. In questi luoghi, ricchi di arredi ed atmosfere quasi immutate nel tempo, è possibile rivivere gli antichi splendori e la tradizione del Carnevale di un tempo. Tra gli eventi di carattere internazionale, dal 1994 si svolge Il Ballo del Doge, che si tiene nel Palazzo Pisani Moretta del XV secolo, situato sul Canal Grande. Il nome del ballo deriva dal titolo dei capi eletti (doge), che governarono Venezia fino alla caduta della Repubblica di Venezia nel XVIII secolo. Ogni anno al ballo partecipano circa quattrocento invitati in costume d'epoca e mascherati. L'evento è la ricostruzione di un ballo in maschera del XVIII secolo e prevede un pasto della cucina veneta. Nel corso degli anni l'intrattenimento ha visto esibizioni di cantanti lirici, musicisti, artisti del burlesque e personaggi della commedia dell'arte.

### La Festa delle Marie

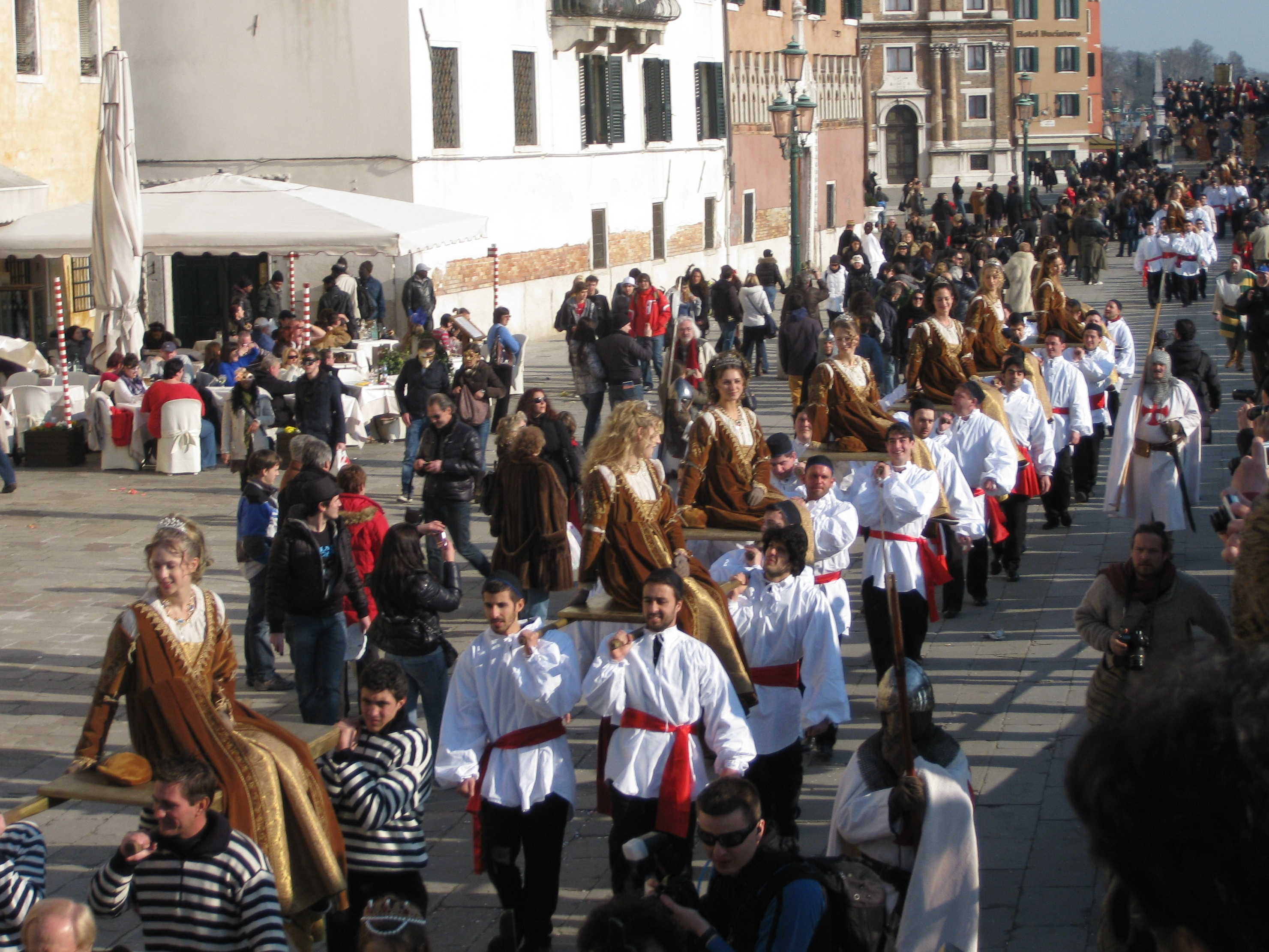
Corteo della Festa delle Marie

Solo nel 1999 l'antichissima Festa delle Marie è stata finalmente ripristinata, con un'atmosfera che unisce la rievocazione storica dell'antico corteo con le fanciulle ad un più moderno concorso di bellezza in costume. Venne ripresa ufficialmente circa seicento anni dopo, da Bruno Tosi
Nelle settimane che precedono il Carnevale, si tiene una sorta di selezione tra le giovani bellezze locali per scegliere le dodici Marie destinate a sfilare come protagoniste del corteo, durante la celebrazione.
La festa inizia generalmente (con un programma che può variare ad ogni edizione) il pomeriggio del primo sabato del Carnevale, quando le dodici Marie, accompagnate da un lungo corteo formato da una processione di damigelle d'onore, sbandieratori, musicisti e centinaia di altri figuranti in costume d'epoca, inizia il suo lento cammino partendo dalla chiesa di San Pietro di Castello e dirigendosi verso Piazza San Marco, tra le ali di una folla di maschere e di turisti.
La festa si chiude usualmente a fine Carnevale in Piazza San Marco, quando le damigelle sfilano nuovamente in attesa della proclamazione ufficiale della vincitrice dell'edizione, la più bella tra le dodici (la cosiddetta Maria dell'anno), alla quale viene assegnato un consistente premio.

### Il Volo dell'Angelo

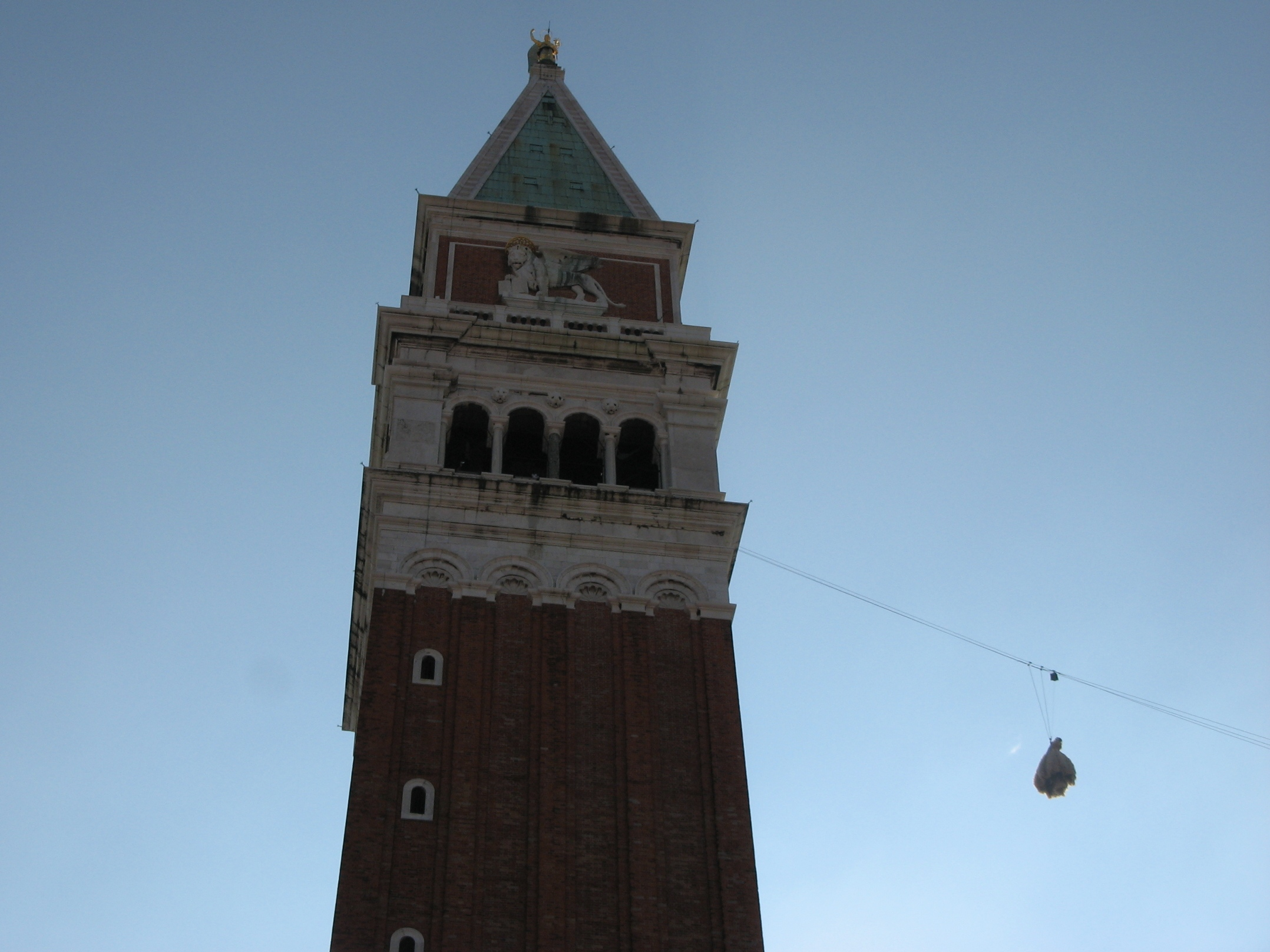
Il Volo dell'Angelo

Nel Carnevale moderno si è deciso di ripresentare al pubblico, in una veste simile a quella originale dell'antico Carnevale, la ricorrenza del Volo dell'Angelo, nella sua variante di Volo della Colombina. Mentre in passato questo spettacolo veniva celebrato il giovedì Grasso, nelle edizioni moderne esso viene svolto generalmente a mezzogiorno della prima domenica di festa, come uno degli eventi di apertura che decretano ufficialmente l'inizio del Carnevale stesso.
Fino all'edizione del 2000, sopra una folla festante, con lo sguardo rivolto al Campanile di San Marco, un uccello meccanico dalle sembianze di una colomba effettuava, come un tempo, la sua discesa sulla corda verso il Palazzo Ducale. Arrivato circa a metà percorso, veniva aperta una botola nella sua parte inferiore, che liberava sulla Piazzetta gremita innumerevoli coriandoli e confetti o altri piccoli doni.
Dall'edizione del 2001, la prima del millennio, si è passati nuovamente alla vecchia formula del Volo dell'Angelo, sostituendo la Colombina con un artista in carne ed ossa e facendo terminare la discesa in Piazza San Marco. Il volo del 2001 venne affidato alla Compagnia dei Folli, che prestò una propria artista per l'evento. Per ogni edizione, l'Angelo del Carnevale, assicurato ad un cavo metallico, effettua la sua unica discesa dalla cella campanaria del campanile scorrendo lentamente verso terra, sospeso nel vuoto, sopra la moltitudine che riempie lo spazio sottostante.
Elenco degli Angeli dalla prima edizione del 2001:
- 2001 – Katiuscia Triberti (artista della Compagnia dei Folli e del Circo Triberti)
- 2002 – Antonella Elia (attrice e showgirl)
- 2003 – Frida Scarpa (schermitrice)
- 2004 – Carlotta Mantovan (Miss Veneto 2001)
- 2005 – Carolina Marconi (modella e attrice)
- 2006 – Manuela Levorato (velocista)
- 2007 – Federica Pellegrini (nuotatrice)
- 2008 – Coolio (cantante)
- 2009 – Margherita Maccapani Missoni (attrice)
- 2010 – Bianca Brandolini d'Adda (modella)
- 2011 – Silvia Bianchini (Maria dell'anno 2010)
- 2012 – Giulia Selero (Maria dell'anno 2011)
- 2013 – Marta Finotto (Maria dell'anno 2012)
- 2014 – Julia Nasi (Maria dell'anno 2013)
- 2015 – Marianna Serena (Maria dell'anno 2014)
- 2016 – Irene Rizzi (Maria dell'anno 2015)
- 2017 – Claudia Marchiori (Maria dell'anno 2016)
- 2018 – Elisa Costantini (Maria dell'anno 2017)
- 2019 – Erika Chia (Maria dell'anno 2018)
- 2020 – Linda Pani (Maria dell'anno 2019)

Visto il successo del Volo dell'Angelo, dall'edizione del Carnevale 2012 è stato introdotto un nuovo evento, il Volo dell'Aquila, che si svolge la settimana successiva al Volo dell'Angelo, di cui ricalca le modalità.
Elenco delle Aquile dalla prima edizione del 2012:
- 2012 – Fabrizia D'Ottavio (Ginnasta)
- 2013 – Francesca Piccinini (Pallavolista)
- 2014 – Carolina Kostner (Pattinatrice artistica su ghiaccio)
- 2015 – Giusy Versace (Atleta paralimpica)
- 2016 – Saturnino (Musicista)
- 2017 – Melissa Satta (Attrice e Showgirl)
- 2018 – Renzo Rosso (Imprenditore)
- 2019 – Arianna Fontana (Pattinatrice di velocità su ghiaccio)
- 2020 – Kristian Ghedina (Sciatore alpino)

## Edizioni passate alla storia
Nel 1571, anno della grande vittoria navale nella battaglia di Lepanto, venne allestita una sfilata di carri allegorici che raffiguravano la "Fede cristiana" nell'atto di schiacciare sotto il proprio piede un drago incatenato, la "Vittoria" che sottometteva i vinti e la "Morte" trionfante con la falce in mano, anch'ella spietata mietitrice nella battaglia.

## Galleria d'immagini

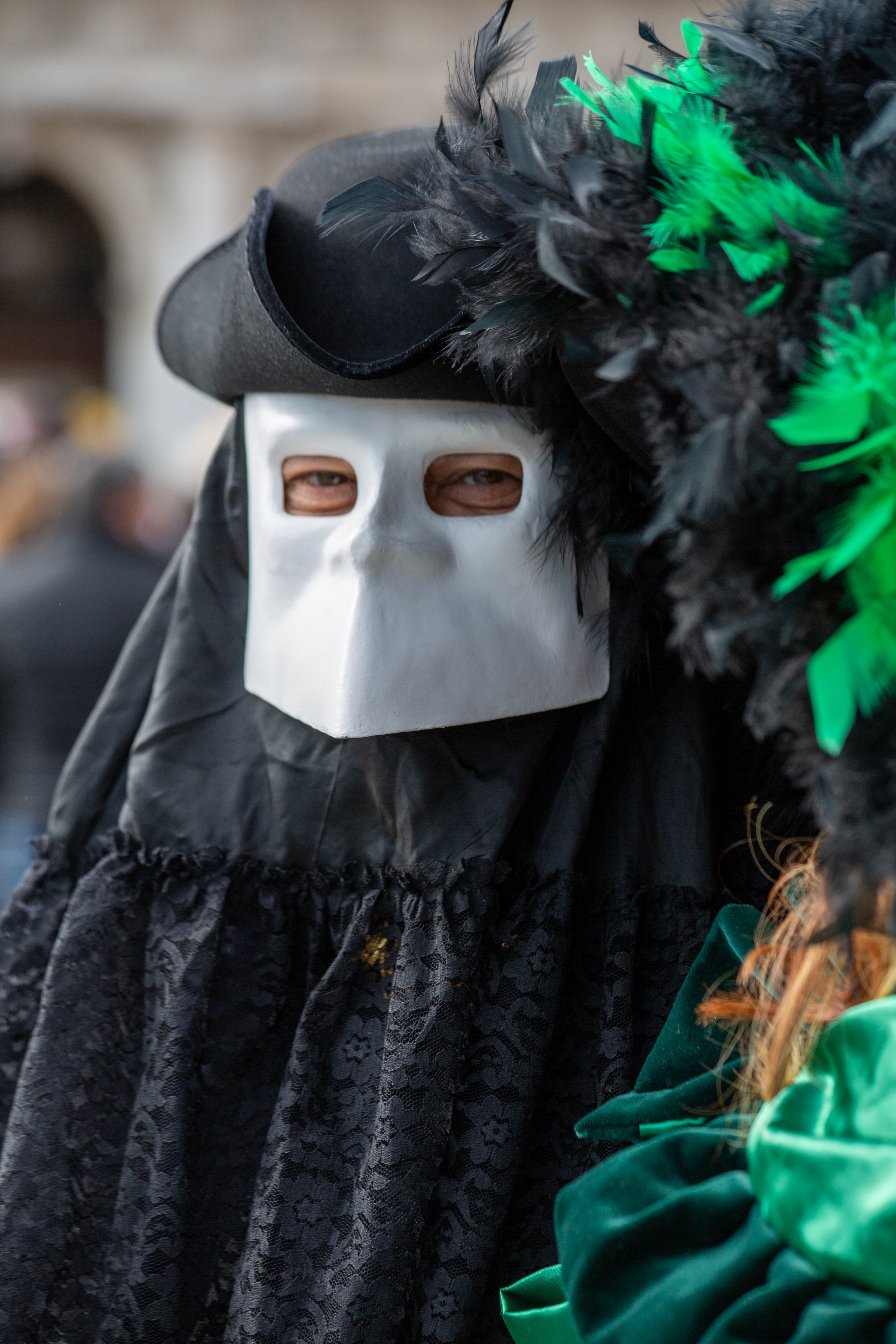
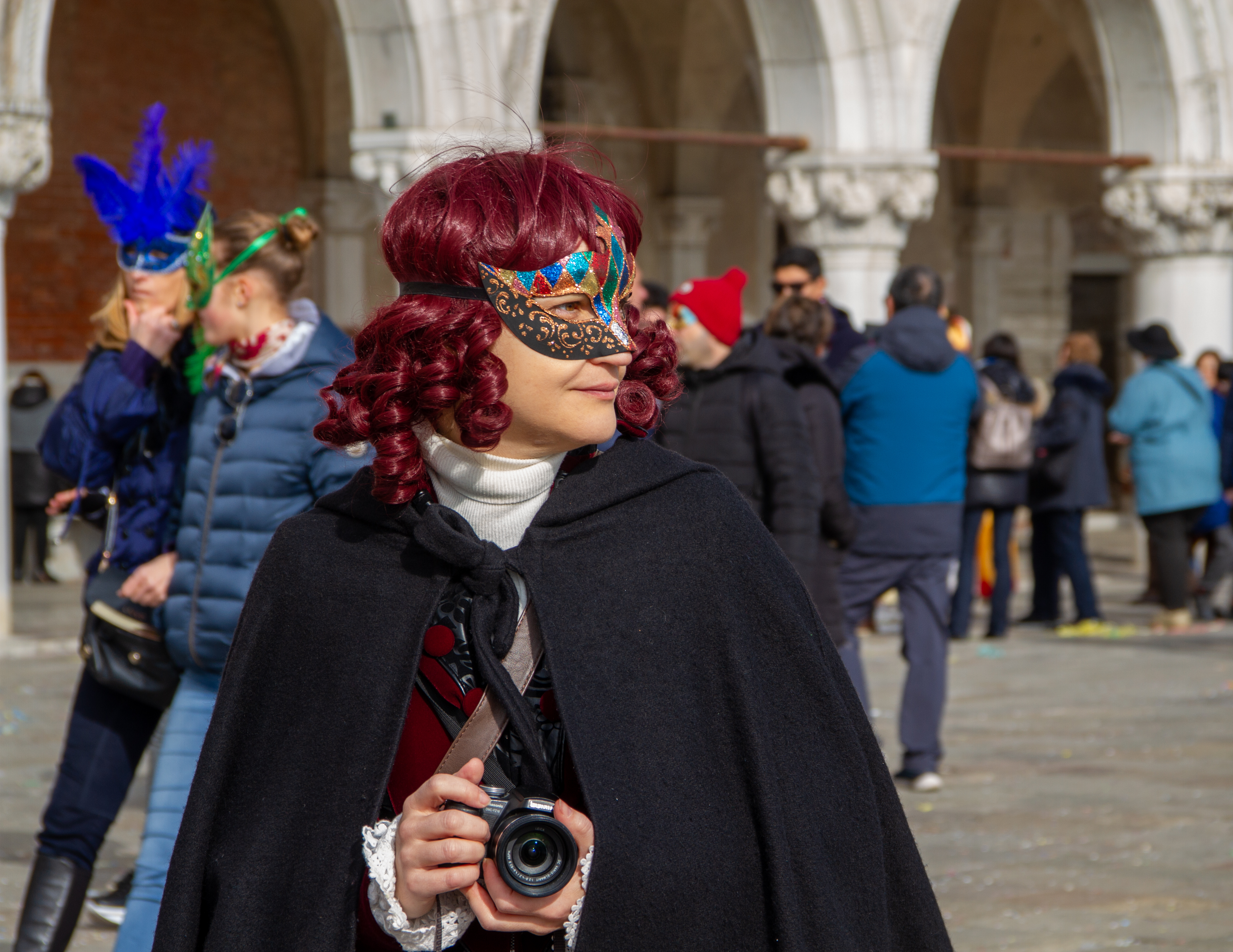
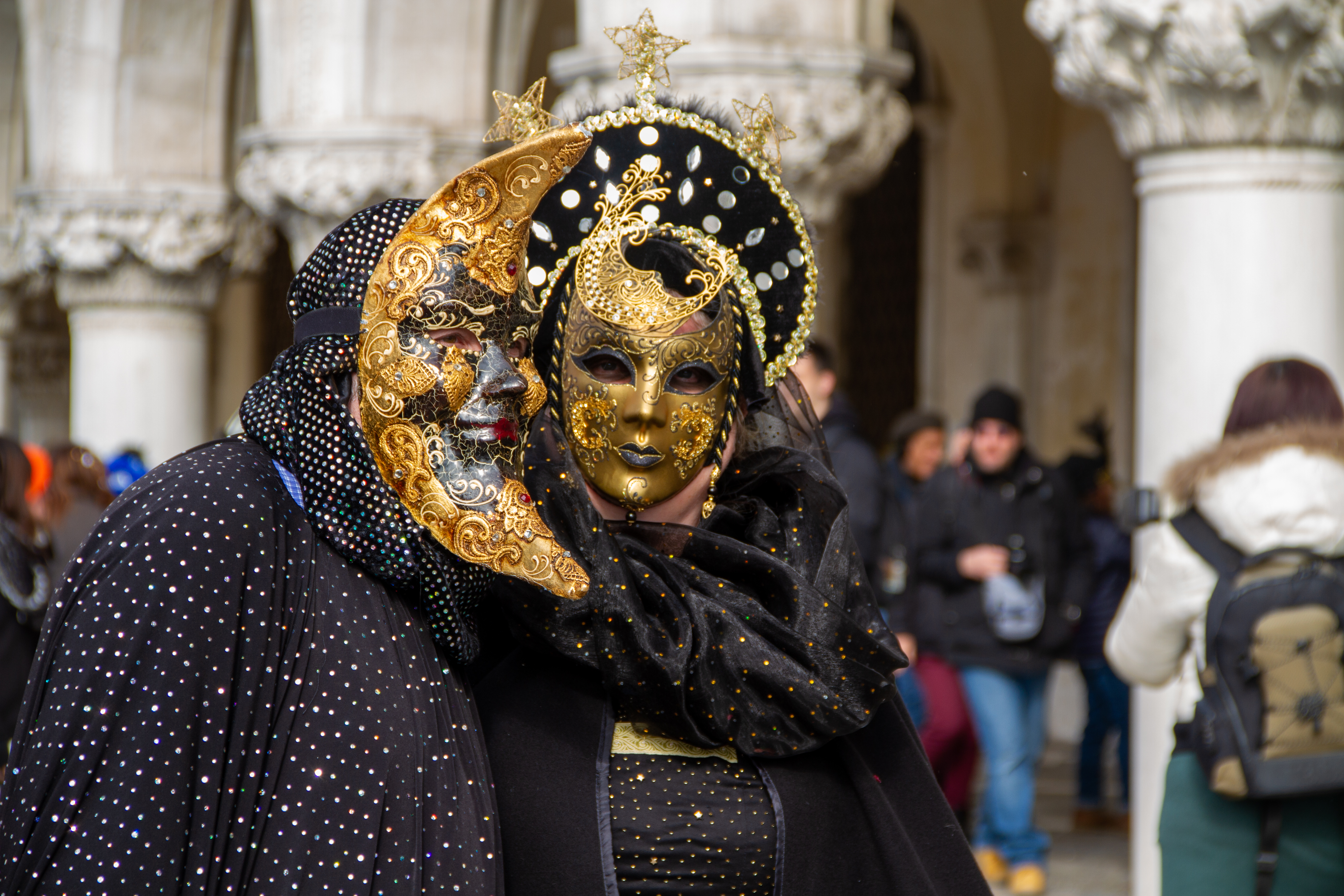
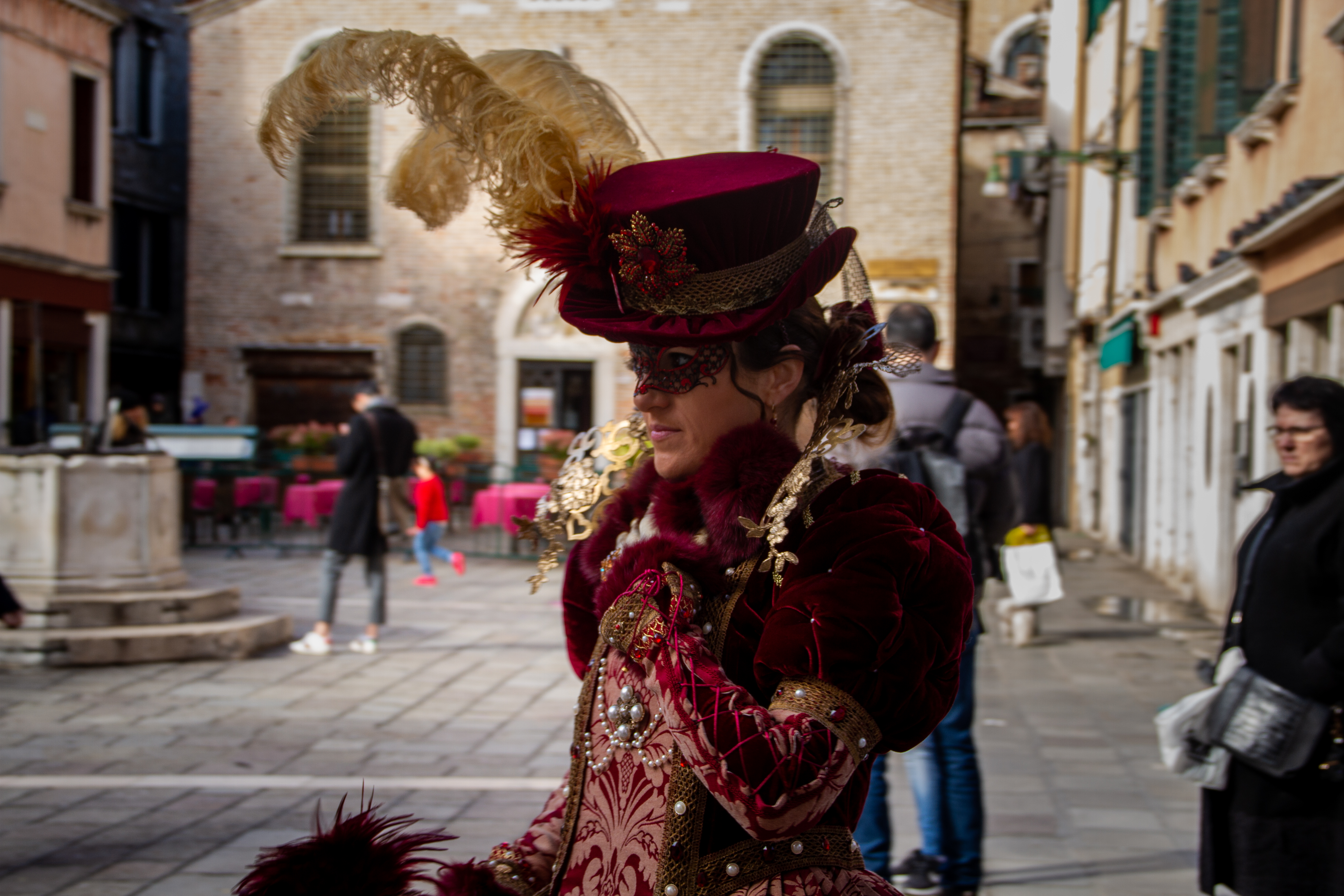
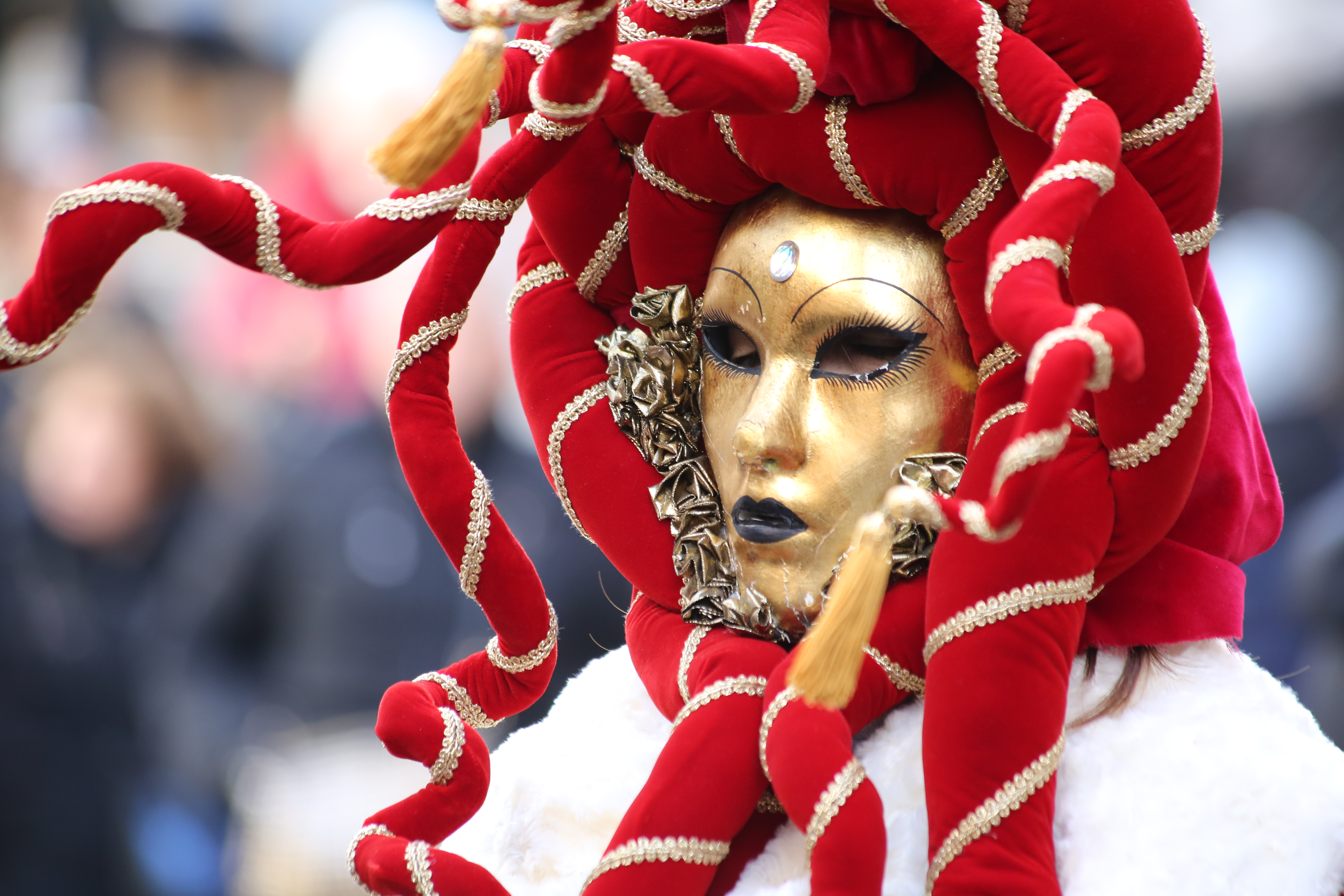
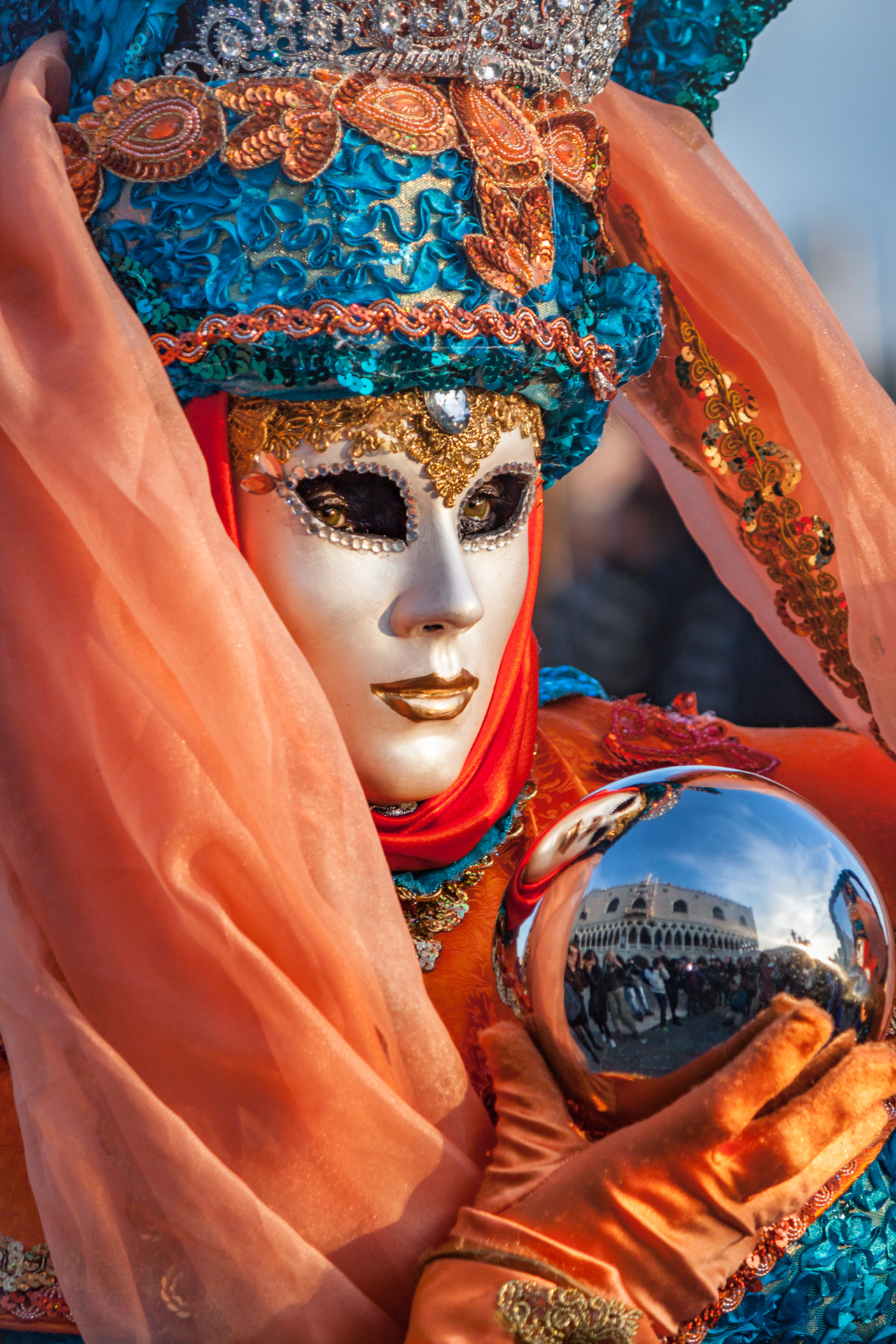